# Beş Yıl Önce, On Yıl Sonra
Beş Yıl Önce, On Yıl Sonra (türk.: fünf Jahre früher, zehn Jahre später) war eine türkische Band aus den 1980er Jahren.

## Werdegang
Sie vertraten die Türkei beim Eurovision Song Contest 1984 mit dem Lied Halay und belegten Rang zwölf, was damals für dieses Land eine gute Platzierung bedeutete.
Die Mitglieder waren Nilgün Onatkut, Atakan Ünüvar, Mehmet Horoz, und Şebgün Tansel.
Interessanterweise kann man aus dem Gruppennamen Parallelen zu den türkischen Eurovisionsteilnahmen ziehen, denn sowohl fünf Jahre vor ihrem Auftritt (1979) als auch zehn Jahre danach (1994) gab es keine türkischen Wettbewerbstitel.

## Diskografie

### Alben
- 1982: Beş Yıl Önce On Yıl Sonra
- 1983: 5 Vals 10 Tango
- 1985: Ekstra
- 1987: ’87
- 1988: 4 Mevsim
- 2001: Biraz Müzik

### Kollaborationen
- 1985: Ajda Pekkan ve Beş Yıl Önce On Yıl Sonra (mit Ajda Pekkan)

### Singles (Auswahl)
- 1983: Yıllardan Sonra
- 1983: Yağmur
- 1984: Halay
- 1985: Elimde Olsa (mit Ajda Pekkan)
- 1985: O Benim Dünyam (mit Ajda Pekkan) (Original: Bonnie Tyler – Holding Out for a Hero)
- 1985: Onlar Gibi Olsak (mit Ajda Pekkan)
- 1985: Bir Gece Sahnede (mit Ajda Pekkan)
- 1985: Bir Masal Anlatsam (mit Ajda Pekkan)
- 1985: Bir Tek Şey (mit Ajda Pekkan)